# Papyrus 66
- Papyrus
- Onciale
- Minuscules
- Lectionnaire

Le Papyrus 66 (référencé sous le sigle {\displaystyle {\mathfrak {P}}}66), également appelé codex saint Jean, est un codex presque complet de l'Évangile selon Jean. Il fait partie de la collection des Papyri Bodmer et se trouve conservé à la Fondation Martin Bodmer, près de Genève.

## Description

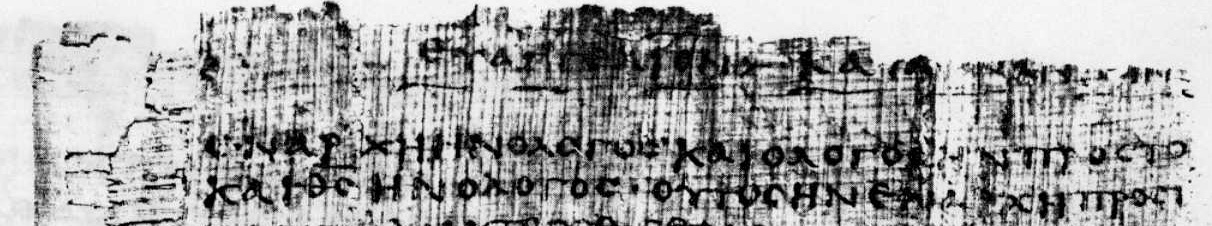
Prologue

Le manuscrit contient Jean 1:1-6:11, 6:35b-14:26, 29-30; 15:2-26; 16:2-4, 6-7; 16:10-20:20, 22-23; 20:25-21:9, 12, 17. C'est l'un des plus anciens manuscrits connus du Nouveau Testament. Daté des alentours de 200, il appartient au groupe des textes chrétiens d'Alexandrie où se développait une culture chrétienne florissante à la fin du IIe siècle. Il est proche du texte du codex Sinaiticus.
Le Papyrus 66 ne contient pas l'épisode de la femme adultère (Jean 7,53-8,11),; il n'est pas une transcription bout-à-bout de l'Évangile selon Jean, mais de passages choisis. Il utilise fréquemment des Nomina sacra.
Le manuscrit est conservé à la Bibliothèque Bodmer à Cologny près de Genève. Il est composé de 39 folios (soit 78 feuilles et 156 pages), d'une taille de 14,2 cm x 16,2 cm pour chaque feuille avec 15 à 25 lignes par page.
Selon de récentes études menées par les spécialistes des papyri Karyn Berner et Philip Comfort, il est évident que {\displaystyle {\mathfrak {P}}}66 est le fruit du travail de trois individus : un scribe professionnel, un correcteur principal et un correcteur secondaire.
Une transcription de P66 est disponible dans l'ouvrage Text of the Earliest New Testament Greek manuscripts (cf bibliographie).

## Histoire du Papyrus 66
Le manuscrit a été découvert en 1952 à Pabau près de Dishna (en), en Égypte. Acquis par Martin Bodmer en 1956, il a fait l'objet d'une publication scientifique avec transcription et fac-similé la même année. Il a été présenté au public à plusieurs reprises dans le cadre d'expositions permanentes ou temporaires (la dernière en date étant Alexandrie la Divine en 2014).